# Политика «трёх нет» (Вьетнам)
Политика «трех нет» — часть современного внешнеполитического курса Вьетнама в военной сфере, направленная на сохранение мирных отношений с более развитыми и влиятельными государствами с помощью отказа от участия в любых военных союзах, а также размещения на территории государства военных баз других государств.

## Предпосылки к формированию
В двадцать первом веке перед Вьетнамом стоит целый ряд острых проблем: медленное экономическое развитие, нелегальной эмиграции, соседство с экономически всё более сильным Китаем, конфликты в Южно-Китайском море. Все это вынуждает руководство страны занимать позиции самоограничения, надеясь сохранить нейтральные или дружеские отношения с другими государствами и направить внутренние ресурсы на решение вышеперечисленных проблем.
Руководство Вьетнама рассматривает сложившуюся ситуацию в позитивном ключе, полагая, что успешное преодоление кризисных явлений будет способствовать улучшению имиджа страны на международной арене.

## Основные положения политики «трёх нет»
Вьетнам считает необходимым наращивать военную мощь страны и модернизировать свои вооруженные силы только до уровня, необходимого для «защиты свободы и суверенитета Социалистической Республики Вьетнам», негативно оценивая стремления к гонке вооружений.
По заявлениям вьетнамских политиков, «решение территориальных морских конфликтов мирными средствами на основе международного права является главным принципом политики Вьетнама».
Военные соглашения должны осуществляться в рамках «трёх нет»:
- не вступать в военные союзы, не являться военным союзником никакой страны
- не разрешать иностранным государствам размещать военные базы на территории Вьетнама
- не вступать в союзы с какой либо страной против третьей[5]

Согласно Голубой книге дипломатии 2016 года, угрозы возникновения новых военных конфликтов должны устраняться исключительно мирными средствами: через переговоры и открытый диалог всех заинтересованных сторон.
Вьетнам предпочитает развивать военное сотрудничество с другими государствами в таких областях, как обмен специалистов, обмен информаций и опытом, сотрудничество в обучении и подготовке войск.

## Политика «трёх нет» в отношениях с Россией
В октябре 2016 года Министерство обороны РФ заявило о своем желании вернуться на военную базу в Камрани, где с 1979 года размещалась крупнейшая советская военно-морская база (более 100 кв. км), покинутая российскими военными в 2001 году по указу президента Владимира Путина. 12 октября 2016 года официальный представитель министерства иностранных дел Вьетнама Ле Хай Бинь выступил с заявлением, что, соблюдая политику «трех нет», Вьетнам не даст согласия на размещение иностранных военных баз на своей территории. На данный момент в Камрани функционирует российско-вьетнамская база для обслуживания и ремонта подводных лодок, а аэродром используется в целях обслуживания российских самолётов Ил-78 (необходимых для дозаправки в воздухе более тяжелых самолетов).